# 대한민국 민법 제834조
대한민국 민법 제834조는 협의상 이혼에 대한 민법 친족상속법 조문이다. 민법이 규정하고 있는 두가지 이혼 방식인 협의상 이혼과 재판상 이혼(민법 제840조) 중 첫번째를 정하고 있다. 협의상 이혼은 어떠한 선행 조건도 명시하고 있으며 따라서 국제 이혼의 경우에도 협의 이혼이 가능하다.

## 조문
제834조(협의상 이혼) 부부는 협의에 의하여 이혼할 수 있다.

## 비교 조문
민법 제836조(이혼의 성립과 신고방식) ① 협의상 이혼은 가정법원의 확인을 받아 「가족관계의 등록 등에 관한 법률」의 정한 바에 의하여 신고함으로써 그 효력이 생긴다. <개정 1977.12.31, 2007.5.17>
②전항의 신고는 당사자 쌍방과 성년자인 증인 2인의 연서한 서면으로 하여야 한다.

## 참고 문헌
- 오현수, 일본민법, 진원사, 2014. ISBN 9788963463452
- 오세경, 대법전, 법전출판사, 2014 ISBN 9788926210277
- 이준현 , LOGOS 민법 조문판례집, 미래가치, 2015. ISBN 9791155020869

## 같이 보기
- 이혼
- 가족관계의 등록 등에 관한 법률

1. ↑  <칼럼> 국제이혼도 협의이혼이 가능할까? 인천일보 2021.03.02